# شینجی ماتسورا
شینجی ماتسورا (انگلیسی: Shinji Matsuura؛ زادهٔ ۱۵ فوریهٔ ۱۹۶۴) بدمینتون‌باز اهل ژاپن بود.